# Jessica Gadirova
Jessica Gadirova (Dublín, Irlanda, 3 de octubre de 2004) es una deportista británica de origen azerbaiyano que compite en gimnasia artística. Su hermana gemela Jennifer compite en el mismo deporte.
Participó en los Juegos Olímpicos de Tokio 2020, obteniendo una medalla de bronce en la prueba por equipos (junto con Jennifer Gadirova, Alice Kinsella y Amelie Morgan).
Ganó tres medallas en el Campeonato Mundial de Gimnasia Artística de 2022 y ocho medallas en el Campeonato Europeo de Gimnasia Artística entre los años 2021 y 2023.

## Palmarés internacional
| Juegos Olímpicos   | Juegos Olímpicos        | Juegos Olímpicos  | Juegos Olímpicos     |
| Año                | Lugar                   | Medalla           | Prueba               |
| ------------------ | ----------------------- | ----------------- | -------------------- |
| 2020               | Tokio (Japón)           | Medalla de bronce | Concurso por equipos |
| Campeonato Mundial |                         |                   |                      |
| Año                | Lugar                   | Medalla           | Prueba               |
| 2022               | Liverpool (Reino Unido) | Medalla de oro    | Suelo                |
| 2022               | Liverpool (Reino Unido) | Medalla de plata  | Concurso por equipos |
| 2022               | Liverpool (Reino Unido) | Medalla de bronce | Concurso individual  |
| Campeonato Europeo |                         |                   |                      |
| Año                | Lugar                   | Medalla           | Prueba               |
| 2021               | Basilea (Suiza)         | Medalla de oro    | Suelo                |
| 2021               | Basilea (Suiza)         | Medalla de plata  | Salto de potro       |
| 2021               | Basilea (Suiza)         | Medalla de bronce | Concurso individual  |
| 2022               | Múnich (Alemania)       | Medalla de oro    | Suelo                |
| 2022               | Múnich (Alemania)       | Medalla de plata  | Concurso por equipos |
| 2023               | Antalya (Turquía)       | Medalla de oro    | Suelo                |
| 2023               | Antalya (Turquía)       | Medalla de oro    | Concurso individual  |
| 2023               | Antalya (Turquía)       | Medalla de oro    | Concurso por equipos |